# 日産・マーチBOX
マーチBOX（マーチ ボックス、MARCH BOX）は、日産自動車が1999年から2002年まで販売したステーションワゴン型乗用車である。

## 概要
後期型のK11型マーチをベースに、荷室を拡大したコンパクトステーションワゴン。型式にはワゴンを表す「W」が加えられ、WK11型となった。
1.3Lエンジン搭載車と1.0Lエンジン搭載車があり、それぞれに当時新開発されたトルクコンバーター併用のハイパーCVT、通常のCVTと4速ATE-ATxが採用される。ただし、元となった後期型のK11型と異なり、4WD仕様は当初から設定されなかった。
リアシートは収納時の荷室フロアの段差を解消するため、ダブルフォールディング式を採用している。1.3Lエンジン搭載車のリアシートバックにはヘッドレスト装着用と思しきパイプが内蔵され、荷物フック兼用のカバーが掛けられていたが、ここに適合するヘッドレストは設定されなかった。

## 外観
ホイールベースはそのままに、リアオーバーハングが延長されている。伸ばされた全長にあわせて屋根のカーブが変わり、全高も増加している。その他はK11型と共通である。
マーチカブリオレ同様、高田工業で委託生産された。

## 車体型式 WK11型 (1999年-2002年)
- 1999年10月 - 第33回東京モーターショーに出品。
- 1999年11月9日 - WK11型発表、および発売開始[1]。
- 2000年10月 - 一部改良。エンジン改良などを行い「平成12年度排出ガス基準25%低減レベル（G-LEV(☆)）」を達成。
- 2001年6月29日[2] - 販売不振のため生産終了。在庫対応分のみの販売となる。
- 2002年2月22日[3] - 日産自動車の公式ホームページへの掲載終了、および販売終了。なお、発売開始から発売終了までの総生産台数・総販売台数は1,000台にも満たなかったという。その後の代替は既存のトールワゴンの初代・Z10型キューブがそのポジションを受け持つこととなった。